# Pseudoperichaeta palesoidea
Pseudoperichaeta palesoidea är en tvåvingeart som först beskrevs av André Jean Baptiste Robineau-Desvoidy 1830.
Pseudoperichaeta palesoidea ingår i släktet Pseudoperichaeta och familjen parasitflugor. Arten är reproducerande i Sverige.